# تشارلز إف. سبراغ
تشارلز إف. سبراغ هو سياسي أمريكي، ولد في 10 يونيو 1857 في بوسطن في الولايات المتحدة، وتوفي في 30 يناير 1902 في بروفيدنس في الولايات المتحدة. نشط حزبياً في الحزب الجمهوري. وقد انتخب عضو مجلس نواب ماساتشوستس ‏ وانتخب عضو مجلس النواب الأمريكي ‏.